# Пиер Клосовски
Пиер Клосовски (на френски: Pierre Klossowski) е френски философ, писател, преводач и художник. По-голям брат е на художника Балтюс. Превежда Вергилий, Светоний, Фридрих Хьолдерлин, Фридрих Ницше, Франц Кафка, Паул Клее, Валтер Бенямин, Макс Шелер, Лудвиг Витгенщайн, Мартин Хайдегер. Иновативният превод на Вергилий, който предизвика несъгласия от страна на професионалните класически филолози, привлича вниманието на Мишел Фуко, Мишел Деги и Антоан Берман.

## Биография
Роден е на 9 август 1905 г. в Париж, Франция. Родителите му се преселват в Париж от Бреслау в Силезия през 1903 г. Баща му, Ерих Клосовски (1875–1949), е художник и историк на изкуството, произхождащ от род на дребната шляхта и автор на монография върху творчеството на Оноре Домие. Майка му, Елизабета Доротея Спиро (1886–1969), е художничка еврейка, ученичка на Пиер Бонар, известна сред приятелите си като Баладин.
Брат му Балтазар, който по-късно става известен като Балтюс, е роден през 1908 г. След избухването на Първата световна война семейството е изгонено от страната, а имуществото му е конфискувано. Първо пристигат в Цюрих, но в крайна сметка се установяват в Берлин. Двойката се разделя през 1917 г., майката и синовете първо се преместват в Берн, а след това в Женева. През 1920 г. тя започва интимна връзка с Райнер Мария Рилке, който в известен смисъл става пастрок на синовете.
Така че детството и юношеството на Балтазар и Пиер протича в среда на художници и писатели. В непосредственото им обкръжение е Рилке, който става любовник на майка им, когато Пиер е 15-годишен, а Балтазар – 11-годишен). Рилке праща Пиер при Андре Жид в Париж, където младежът първо учи в лицея „Жансон дьо Сайи“, а е и секретар на Жид, позиция, която той заема през 1923 г. Жид също играе ролята на своеобразен заместник на фигурата на бащата. През 1924 г. майка му Баладин и брат му Балтюс се преместват в Париж, за да заживеят при Пиер Клосовски. Рилке умира в края на 1926 г. Мястото му като наставник заема Пиер Жан Жув. Пиер Клосовски се сприятелява и с Жан Кокто.
Пиер Клосовски започва литературната си кариера през 1928 г. с превод (в съавторство с Пиер Жан Жув) на стихове на Хьолдерлин. През 1933 г. посещава Хегеловите семинари на Александър Кожев, заедно с Морис Мерло-Понти, Жорж Батай, Жак Лакан, Раймон Арон и Андре Бретон. През 1936 г. той е първият, който превежда есето на Валтер Бенямин „Произведението на изкуството в ерата на техническата му възпроизводимост“. Превежда и „Vom Sinn des Leidens“ на Макс Шелер, и „Робеспиер“ на Фридрих Зибург.
Участва в различни издания на списанието на Жорж Батай, „Acéphale“, през 30-те години.
По време на германската окупация на Франция Клосовски се посвещава на теологически занимания в доминиканската семинария в Сен Максимен, след това в йезуитското училище във Фурвиер в Лион и накрая в Католическия институт в Париж. Същевременно е в контакт с мрежите на Съпротивата.
През 1943 г. се завръща в Париж и се среща отново с Батай и Лакан. През 1944 г. се присъединява към групата около икуменическото списание „Dieu vivant“, в която влизат още Морис Бланшо, Албер Камю и Жан-Пол Сартр. Година по-късно той приема за кратко протестантството, преди да стане католически свещеник през 1946 г. През същата година се запознава с 28-годишната вдовица на Шарл Жан Фредерик Тисон, участник в Съпротивата, екзекутиран от нацистите, Дениз Мари Роберт Морен-Сенклер, за която се жени на 31 юли 1947 г. Заедно с двете деца от първия ѝ брак – Фредерик и Жан Шарл – живеят на улица „Каниве“ под един покрив с майка му Баладин. През 1947 г. е публикувана първата книга на Клосовски, „Sade, mon prochain“. През 1949 г. умира баща му.
През 1950 г. първият му роман „La Vocation suspendue“ е едно от отраженията на неговата религиозна криза. Но най-значимите му белетристични проидведения са трилогията „Законите на гостоприемството“, включваща „Отмяната на Нантския едикт“ (1959), „Роберт, тази вечер“ (1953) и „Суфльорът, или Театър на обществото“ 1960), както и романа „Бафомет“ (1965 – награда на критиката). Пиер Клосовски започва да рисува в началото на 50-те години.
През 60-те и 70-те години играе в няколко филма, включително в „Наслука, Балтазар“ (1966) на Робер Бресон.
Пиер Клосовски води живота на писател и философ, а през последните две десетилетия преди смъртта си – единствено на художник.
Умира на 12 август 2001 г.

## Признание
- Grand prix national des Lettres (1981).

## Рецепция в България
В България Пиер Клосовски е споменаван от Ивайло Знеполски в предговора му към „Жюстин или Неволите на добродетелта“ на Маркиз дьо Сад и от преводачката Ирена Кръстева във вестник „Култура“ покрай превода му на „Енеида“.
Първото издание на книга на Клосовски на български език е издаденият през 2014 г. роман „Бафомет“ в превод на Юлиан Жилиев и с предговор на Антоанета Колева.

### Преводи
- Poèmes de la folie de Hölderlin, traduction de Pierre Jean Jouve avec la collaboration de Pierre Klossowski, avant-propos de Bernard Groethuysen, Paris, Fourcade, 1930; rééd. Gallimard, 1963
- Friedrich Sieburg, Défense du nationalisme allemand, Paris, Grasset, 1933
- Friedrich Sieburg, Robespierre, Paris, Ernest Flammarion, 1936
- Max Scheler, Le sens de la souffrance suivi de deux autres essais: Repentir et renaissance, Amour et connaissance, Paris, Aubier, 1936
- Franz Kafka, Journal intime, suivi de Esquisse d'une autobiographie, de Considérations sur le péché et de Méditations, Paris, Grasset, 1945
- Johann Georg Hamann, Méditations bibliques, Paris, Éditions de Minuit, 1948. Réédition critique, Éditions Ionas, 2016.
- Friedrich Nietzsche, Le Gai Savoir, Paris, Club français du livre, 1954; repris dans l'édition des Œuvres complètes, sous la direction de Gilles Deleuze et Michel Foucault, Paris, Gallimard, 1967
- Suétone, Vie des douze César, Paris, Club français du livre, 1959
- Paul Klee, Journal, Paris, Grasset, 1959
- Ludwig Wittgenstein, Tractatus logico-philosophicus, suivi des Investigations philosophiques, Paris, Gallimard, coll. Bibliothèque des idées, 1961
- Li-Yu, La Chair comme tapis de prière, Paris, Jean-Jacques Pauvert, 1962
- Virgile, L'Énéide, Paris, Gallimard, 1964
- Martin Heidegger, Nietzsche, traduit de l'allemand par Pierre Klossowski, Paris, Gallimard, 1971

## За него
- Giulia Agostini, Der Riss im Text. Schein und Wahrheit im Werk Pierre Klossowskis, Monaco, Wilhelm Fink Verlag, 2012, ISBN 978-3-7705-5323-5.
- Alain Arnaud, Pierre Klossowski, Paris, Éditions du Seuil, 1990, ISBN 978-2-02-011495-0.
- Piero Burzio, Ferite del lógos. Pierre Klossowski e la filosofia della religione, Dronero, L'Arciere, 2001, ISBN 88-86398-95-6.
- Jean Decottignies, Klossowski, notre prochain, Paris, Editions Henri Veyrier, 1985, ISBN 978-2-85199-377-9.
- Jean Decottignies, Pierre Klossowski. Biographie d'un monomane, Villeneuve d'Ascq, Presses Universitaires du Septentrion, 1997, ISBN 978-2-85939-523-0.
- Anne-Marie Lugan-Dardigna, Klossowski. L'homme aux simulacres, Paris, Navarin, 1986, ISBN 2-86827-044-1.
- Jean-Pol Madou, Démons et simulacres dans l'œuvre de Pierre Klossowski, Paris, Méridiens Klincksiek, 1987, ISBN 978-2-86563-182-7.
- Aldo Marroni, Klossowski e la comunicazione artistica, Palermo, Centro Internazionale Studi di Estetica, 39, 1993.
- Aldo Marroni, Pierre Klossowski. Sessualità, vizio e complotto nella filosofia, Milano, Costa & Nolan, 1999, ISBN 978-88-7648-383-7.
- Aldo Marroni, Laws of perversion and hospitality in Pierre Klossowski, "Journal of European Psychoanalysis", 25, 2007.
- Aldo Marroni, L'arte dei simulacri. Il dèmone estetico di Pierre Klossowski, Milano, Costa & Nolan, 2009, ISBN 978-88-7437-124-2.
- Thierry Tremblay, Anamnèses. Essai sur l'œuvre de Pierre Klossowski, Paris, Éditions Hermann, 2012, ISBN 978-2-7056-8277-4.